# The Ultimate Fighter: Team Nogueira vs. Team Mir Finale
The Ultimate Fighter: Team Nogueira vs. Team Mir Finale, também conhecido como The Ultimate Fighter 8 Finale, foi um evento de artes marciais mistas promovido pelo Ultimate Fighting Championship, ocorrido em  13 de dezembro de 2008 no The Pearl at the Palms em Las Vegas, Nevada. O evento contou com a final do The Ultimate Fighter: Team Nogueira vs. Team Mir, tanto na categoria dos Leves como na categoria dos Meio Pesados.

## Resultados
Nota 1 Final do TUF 8 no peso-leve.

Nota 2 Final do TUF 8 no peso-meio-pesado.

## Bônus da Noite
Os lutadores receberam U$25 000 em bônus.
- Luta da Noite:  Junie Browning vs.  Dave Kaplan
- Nocaute da Noite:  Anthony Johnson
- Finalização da Noite:  Krzysztof Soszynski

## Pagamentos anunciados
A seguinte lista de pagamentos foi anunciada pela Comissão Desportiva Estadual de Nevada.
- Efrain Escudero — U$16 000 (incluindo U$8 000 bônus de vitória) der. Phillipe Nover — U$8 000
- Ryan Bader — U$16 000 (incluindo U$8 000 bônus de vitória) der. Vinicius Magalhaes -– U$8 000
- Wilson Gouveia –- U$36 800 (incluindo U$18 400 bônus de vitória) der. Jason MacDonald — U$35 200 (incluindo U$9 200 da bolsa de Gouveia)
- Anthony Johnson –- U$18 000 (incluindo U$9 000 bônus de vitória) der. Kevin Burns — U$7 000
- Junie Allen Browning — U$16 000 (incluindo U$8 000 bônus de vitória) der. David Kaplan — U$8 000
- Krzysztof Soszynski — U$16 000 (incluindo U$8 000 bônus de vitória) der. Shane Primm –- U$8 000
- Eliot Marshall — U$16 000 (incluindo U$8 000 bônus de vitória) der. Jules Bruchez –- U$8 000
- Shane Nelson — U$16 000 (incluindo U$8 000 bônus de vitória) der.George Roop –- U$8 000
- Tom Lawlor –- U$16 000 (incluindo U$8 000 bônus de vitória) der. Kyle Kingsbury — U$8 000
- Roli Delgado — U$16 000 (incluindo U$8 000 bônus de vitória) der. John Polakowski –- U$8 000